# Hawalli
Hawalli (in arabo: حولي) è una città del Kuwait, capoluogo dell'omonimo governatorato.
| Controllo di autorità | VIAF (EN) 123605072 · LCCN (EN) nr92031593 · J9U (EN, HE) 987007540103805171 |